# الحكم العطائية
الحكم العطائية هو كتاب يحتوي على مجموعة من الحكم من تأليف ابن عطاء الله السكندري أحد أركان الطريقة الشاذلية الصوفية التي أسسها الشيخ أبو الحسن الشاذلي ويعتبر الكتاب هو أول مؤلف لصاحبه.

## تقسيم الكتاب
يتكون الكتاب من 264 حكم غير مبوبة إلا أنها تندرج من حيث المعنى إلى أربعة أبواب. والحكم العطائية عبارة عن طائفة من الفقرات القصيرة المختلفة بصيغة المفرد المخاطب وتتنوع اساليب الحكم كثيرا فأحياناً تكون طويلة بعض الشيء وأحياناً قصيرة كما أن بعضها يحتوي على السجع كما أن لبعضها نفس المعنى بأساليب مختلفة.

### الباب الأول
يتكون الباب الأول من 15 حكمة موضوعها التوكل في العقيدة وعدم الإعتماد على الأسباب ويستهل الباب بالحكمة التي تقول: «من علامات الاعتماد على العمل نقصان الرجاء عند وجود الزلل». وهي أول حكمة في الكتاب حسب ترتيب صاحبه.

### الباب الثاني
وموضوعه تزكية النفس

### الباب الثالث
وموضوعه السلوك والأخلاق

### الباب الرابع
وموضوعه هو مناجاة الله عز وجل

## شروحات الحكم العطائية
شرح الحكم العطائية عدد من العلماء، منهم:
- الشيخ ابن عجيبة، في كتابه «إيقاظ الهمم في شرح الحكم».
- الشيخ الخطيب الشربيني، في كتابه «سواطع الحكم».
- الشيخ أحمد زروق، في كتابه «قرة العين في شرح حكم العارف بالله ابن عطاء الله السكندري».
- ابن عباد النفزي، في كتابه «غيث المواهب العلية في شرح الحكم العطائية».
- عبد المجيد الشرنوبي.
- الشيخ سعيد حوى، في كتابه «مذكرات في منازل الصدّيقين والربّانيين».
- الشيخ أبو بكر بن محمد بن عمر الملا، في كتابه «سراج الظلم في شرح تلخيص الحكم».
- الدكتور محمد سعيد رمضان البوطي، في كتابه "الحكم العطائية، شرح وتحليل"، ويقع في خمسة مجلدات.
- الدكتور علي جمعة مفتي الديار المصرية السابق.
- الشيخ ماء العينين
- د.محمد صحري مراحل السلوك الصوفي من خلال الحكم العطائية
- مصطفى البحياوي شرحه شرحا ماتعا طويلا في اليوتيوب

## من الحكم العطائية
من هذه الحكم:
1. إن رغبتك البدايات زهدتك النهايات، وإن دعاك إليها ظاهر نهاك عنها باطن، إنما جعلها محلا للأغيار ومعدنا لوجود الأكدار تزهيدا لك فيها.
2. علم أنك لا تقبل النصح المجرد فذوقك من ذواقها ما يسهل عليك وجود فراقها.
3. العلم النافع هو الذي ينبسط في الصدر شعاعه وينكشف عن القلب قناعه.
4. خير علم ما كانت الخشية معه، فالعلم إن قارنته الخشية فلك وإلا فعليك.
5. متى آلمك عدم إقبال الناس عليك أو توجههم بالذم إليك، فارجع إلى علم الله فيك، فإن كان لا يقنعك علمه فمصيبتك بعدم قناعتك بعلمه أشد من مصيبتك من الأذى منهم، إنما أجرى الأذى على أيديهم كي لا تكون ساكنا إليهم، أن أراد أن يزعجك عن كل شيء حتى لا يشغلك عنه شيء.
6. إذا علمت أن الشيطان لا يغفل عنك فلا تغفل أنت عمن ناصيتك بيده، جعله لك عدوا ليحوشك به إليه، وحرك عليك النفس لتديم إقبالك عليه.
7. من أثبت لنفسه تواضعا فهو المتكبر حقا، إذ ليس التواضع إلا عن رفعة، فمتى أثبتت لنفسك تواضعا فأنت المتكبر، إذ ليس المتواضع الذي إذا تواضع رأى أنه فوق ما صنع ولكن المتواضع هو الذي إذا تواضع رأى أنه دون ما صنع.
8. التواضع الحقيقي هو الناشئ عن شهود عظمته، وتجلي صفته.
9. لا يخرجك عن الوصف إلا شهود الوصف، المؤمن يشغله الشاغل لله عن أن يكون لنفسه شاكرا، وتشغله حقوق الله عن أن يكون لحظوظه ذاكرا.
10. ليس المحب الذي يرجو من محبوبه عوضا، أو يطلب منه غرضا، فإن المحب من يبذل لك، ليس المحب من تبذل له.
11. لولا ميادين النفوس ما تحقق سير السائرين.
12. لا مسافة بينك وبينه حتى تطويها رحلتك، ولا قطيعة بينك وبينه حتى تمحوها وصلتك.
13. جعلك في العالم المتوسط بين ملكه وملكوته ليعلمك جلالة قدرك بين مخلوقاته، وأنك جوهرة تنكوي عليك أصداف مكوناته، وسعك الكون من حيث جثمانيتك، ولم يسعك من حيث ثبوت روحانيتك.
14. الكائن في الكون، ولم يفتح له ميادين الغيوب مسجون بمحيطاته، ومحصور في هيكل ذاته.
15. أنت مع الأكوان ما لم تشهد المكون، فإذا شهدته كانت الأكوان معك.
16. لا يلزم من ثبوت الخصوصية عدم وصف البشرية، إنما مثل الخصوصية كإشراق شمس النهار، ظهرت في الأفق وليست منه،
17. تارة تشرق شموس أوصافه على ليل وجودك، وتارة يقبض ذلك عنك فيردك إلى حدودك، فالنهار ليس منك إليه، ولكنه وارد عليك.
18. دل بوجود آثاره على وجود أسمائه، وبوجود أسمائه على ثبوت أوصافه، وبوجود أوصافه على وجود ذاته، إذ محال أن يقوم الوصف بنفسه، فأرباب الجذب يكشف لهم عن كمال ذاته ثم يردهم إلى شهود صفاته، ثم يرجعهم إلى التعلق بأسمائه ثم يردهم إلى شهود آثاره، والسالكون على عكس هذا، فنهاية السالكين بداية المجذوبين، وبداية المجذوبين نهاية السالكين، فإن مراد السالكين شهود الأشياء لله، ومراد المجذوبين شهادة الأشياء بالله، والسالكون عاملون على تحقيق الفناء والمحو، والمجذوبون مسلوك بهم طريق البقاء والصحو، لكن لا بمعنى واحد، فربما التقيا في الطريق هذا في ترقية وهذا في تدلية.
19. لا يعلم قدر أنوار القلوب والأسرار إلا في غيب الملكوت، كما لا تظهر أنوار السماء إلا في شهادة الملك.
20. وجد أن ثمرات الطاعات عاجلا بشائر العاملين بوجود الجزاء عليه آجلا.
21. كيف تطلب العوض عن عمل هو متصدق به عليك، أم كيف تطلب الجزاء عن صدق هو مهديه إليك.
22. قوم تسبق أنوارهم أذكارهم، وقوم تسبق أذكارهم أنوارهم، وقوم تتساوى أذكارهم وأنوارهم، وقوم لآ أذكار ولا أنوار نعوذ بالله من ذلك.
23. ذاكر ذكر ليستنير قلبه، فكان ذاكرا، وذاكر استنار قلبه فكان ذاكرا، والذي استوت أنواره وأذكاره فبذكره يهتدى وبنوره يقتدى.
24. ما كان ظاهر ذكر إلا عن باطن شهود وفكر، أشهدك من قبل أن استشهدك فنطقت بألوهيته الظواهر وتحققت بأحديته القلوب والسرائر.
25. أكرمك ثلاث كرامات، جعلك ذاكرا له، ولولا فضله لم تكن أهلا لجريان ذكره عليك، وجعلك مذكورا به إذ حقق نسبته لديك، وجعلك مذكورا عنده ليتم نعمته عليك.
26. رب عمر اتسعت آماده وقلت أمداده، ورب عمر قليلة آماده كثيرة إمداده، فمن بورك له في عمره أدرك في يسير من الزمن من منن الله ما لا يدخل تحت دوائر العبارة ولا تلحقه الإشارة.
27. الخذلان كل الخذلان، أن تتفرغ من الشواغل ثم لا تتوجه إليه، وتقل عوائقك ثم لا ترحل إليه.
28. الفكرة سير القلوب في ميادين الأغيار، والفكرة سراج القلب، فإذا ذهبت فلا إضاءة له.
29. الفكرة فكرتان، فكرة تصديق وإيمان وفكرة شهود وعيان، فالأولى لأرباب الاعتبار والثانية لأرباب الشهود والاستبصار.

## اقرأ أيضاً
- الصوفية.
- ابن عطاء الله السكندري.
- أبو الحسن الشاذلي.
- تاج العروس الحاوي لتهذيب النفوس.
- بغية المريد، نظم الحكم العطائية، ابن عباد النفزي الرندي.

## وصلات خارجية
- الحكم العطائية عند مؤسسة ماثيسون لدراسة الأديان المقارنة: إنجليزي-عربي
- سلسلة حلقات شرح الحكم العطائية لمفتي مصر الدكتور علي جمعة